# Xã Makee, Quận Allamakee, Iowa
Xã Makee (tiếng Anh: Makee Township) là một xã thuộc quận Allamakee, tiểu bang Iowa, Hoa Kỳ. Năm 2010, dân số của xã này là 4.176 người.